# No me acuerdo
No me acuerdo è un singolo della cantante messicana Thalía e della cantante dominicana Natti Natasha, pubblicato il 1º giugno 2018 come primo estratto dal suo quattordicesimo album Valiente. Il brano è stato scritto da Frank Santofimio, Óscar Hernández, Mario Caceres, Jon Leone e Yasmil Marrufo e prodotto da questi ultimi quattro.

## Tracce
Download digitale
1. No me acuerdo – 3:38

## Classifiche

### Classifiche settimanali
| Classifica (2018) | Posizione massima |
| ----------------- | ----------------- |
| Argentina         | 2                 |
| Spagna            | 5                 |

### Classifiche annuali
| Classifica (2018)     | Posizione |
| --------------------- | --------- |
| Argentina             | 19        |
| Bolivia               | 11        |
| Cile                  | 10        |
| Costa Rica            | 23        |
| Ecuador               | 9         |
| El Salvador           | 16        |
| Guatemala             | 18        |
| Honduras              | 75        |
| Messico               | 35        |
| Nicaragua             | 47        |
| Panama                | 52        |
| Paraguay              | 33        |
| Perù                  | 20        |
| Repubblica Dominicana | 43        |
| Spagna                | 35        |
| Uruguay               | 12        |
| Venezuela             | 84        |